# Condado de San Miguel (Colorado)
O Condado de San Miguel é um dos 64 condados do Estado americano do Colorado. A sede do condado é Telluride, e sua maior cidade é Telluride. O condado possui uma área de 3 337 km² (dos quais 5 km² estão cobertos por água), uma população de 6 594 habitantes, e uma densidade populacional de 2 hab/km² (segundo o censo nacional de 2000). O condado foi fundado em 27 de fevereiro de 1883.